# Pooch the Pup
Pooch the Pup è un personaggio immaginario dei cartoni animati, un cane antropomorfo protagonista di tredici cortometraggi in bianco e nero diretti da Walter Lantz e distribuiti dalla Universal Pictures tra il 1932 e il 1933. Fu il primo personaggio ricorrente creato da Lantz.

## Creazione ed evoluzione
Nel 1931 Walter Lantz stava incontrando dei leggeri problemi finanziari e un modo per affrontarli era concepire una nuova serie con un nuovo personaggio, portando così alla creazione di Pooch the Pup. Mentre Lantz continuò a dirigere i corti di Pooch, il suo collega Bill Nolan si sarebbe concentrato su quelli di Oswald il coniglio fortunato.
Pooch fece il suo debutto il 29 agosto 1932 in The Athlete. Inizialmente venne raffigurato come un segugio di pelo bianco dalle lunghe orecchie nere. In Pin Feathers (1933) fu ridisegnato con una pelliccia nera facendolo apparire molto simile a Oswald, fatta eccezione per la sua coda lunga e senza peli. L'ultima apparizione di Pooch avvenne in She Done Him Right, una parodia del film Lady Lou.

## Filmografia

### 1932
- The Athlete
- The Butcher Boy
- The Crowd Snores
- The Under Dog
- Cats and Dogs

### 1933
- Merry Dog
- The Terrible Troubadour
- The Lumber Champ
- Nature's Workshop
- Pin Feathers
- Hot and Cold
- King Klunk
- She Done Him Right